# Hiển Cung Hoàng hậu
Hiển Cung Hoàng hậu (chữ Hán: 顯恭皇后; 1084 - 1109), nguyên phối và là Hoàng hậu đầu tiên của Tống Huy Tông Triệu Cát, đồng thời là sinh mẫu của Tống Khâm Tông Triệu Hoàn.
Trong lịch sử triều Tống, bà là vị Hoàng hậu thứ hai sinh ra Hoàng đế kế vị sau Tuyên Nhân Cao Hoàng hậu. Tuy nhiên khác với Cao hoàng hậu, con bà vừa sinh đã được lập làm Hoàng thái tử, do đó là bà vị Hoàng hậu đầu tiên của nhà Tống sinh hạ Trữ quân.

## Tiểu sử
Hiển Cung Hoàng hậu Vương thị, nguyên quán ở Khai Phong, là con gái của Đức châu Thứ sử Vương Tảo (王藻), sau tặng Thái sư, tước Vinh Quốc công. Khoảng năm Nguyên Phù thứ 2 (1099), tháng 2, gả cho Đoan vương Triệu Cát, thụ phong Thuận Quốc phu nhân (順國夫人).
Năm Nguyên Phù thứ 3 (1100), tháng giêng, Tống Triết Tông băng hà, Đoan vương được Hướng Thái hậu chọn làm Tự Hoàng đế, tức Tống Huy Tông. Cùng năm đó, tháng 2, ngày Đinh Mùi, bà được sách lập Hoàng hậu khi vừa tròn 16 tuổi. Tháng 5 năm đó, bà sinh hạ Hoàng trưởng tử Triệu Hoàn, sau lập làm Hoàng thái tử chính vị Trữ quân. 
Năm Sùng Ninh thứ 2 (1102), tháng 6, chính thức tiến hành đại lễ phong Hậu. Năm thứ 3 (1103), bà hạ sinh Hoàng thứ nữ, tức Vĩnh Khánh công chúa.

## Hoàng hậu thất sủng
Theo như Tống sử ghi lại, Vương hoàng hậu tính tình ôn cẩn, dung mạo đoan trang nhưng không được Tống Huy Tông sủng ái. Khi đó, Tống Huy Tông rất sủng ái Trịnh Quý phi và Vương Quý phi, nhưng bà không tỏ thái độ xa lánh, ra sức ôn hòa thân thiết, đối xử cả hai quân bình như nhau. Gặp khi có hoạn quan vọng ý gần gũi với Hoàng hậu, trông rất đáng nghi, Huy Tông phái Hình bộ Thị lang là Chu Đỉnh (周鼎) lập tức tra xét, định bỏ ngục, nhưng lại không có chứng cứ gì bèn thả ra. Khi Hoàng hậu tiếp kiến, không hề có một lời nào, Huy Tông vì thế cũng từ từ bỏ qua.
Năm Đại Quan thứ 2 (1109), tháng 9, ngày Quý Dậu (26), Vương hoàng hậu băng thệ, khi 25 tuổi. Tháng 11 cùng năm, Huy Tông định thụy hiệu là Tĩnh Hòa Hoàng hậu (靜和皇后). Sang tháng 12, ngày Nhâm Dần (27) thì làm lễ an táng ở trong Vĩnh Dụ lăng (永裕陵), lăng mộ của Tống Thần Tông. Sang năm sau, tháng giêng, đưa thần chủ lên Miếu riêng. Những năm Thiệu Hưng, Tống Cao Tông kế vị, ông đã cải thụy hiệu của bà thành Hiển Cung Hoàng hậu (顯恭皇后), hợp táng cùng Huy Tông tại Vĩnh Cố lăng (永固陵) với Huy Tông, đưa thần chủ vào Miếu của Huy Tông thăng phụng.

## Hậu duệ
- Tống Khâm Tông Triệu Hoàn [趙桓], đích trưởng tử của Tống Huy Tông.
- Vinh Đức Đế cơ [荣德帝姬], Hoàng thứ nữ của Tống Huy Tông.
sơ phong Vĩnh Khánh công chúa (永慶公主), sau cải Vinh Phúc công chúa (荣福公主). Khi Huy Tông áp dụng chế độ Đế cơ, công chúa được cải phong [Vinh Đức Đế cơ]. Hạ giá lấy Tả Vệ tướng quân Tào Thịnh (曹晟), cháu chắt của Đại tướng Tào Bân, một người trong tộc của Từ Thánh Quang Hiến hoàng hậu. Từ sau loạn Tĩnh Khang, Tào Thịnh bị giết, công chúa thành thiếp của Hoàn Nhan Xương. Khoảng năm Thiên Quyến thứ 2 (1139), Kim Hi Tông giết Hoàn Nhan Xương, công chúa bị đem vào cung làm cung tần của Hi Tông. Trongt hời gian ấy bà được gọi tên là Kim Nô (金奴).